# 隆格赖
隆格赖（法語：Longraye，法語發音：[lɔ̃ɡʁɛ]）是法国卡尔瓦多斯省的一个旧市镇，属于巴约区。2017年，隆格赖与市镇临近的3个市镇合并为新市镇欧尔瑟勒并改属维尔区。

## 地理
隆格赖（49°9'24"N, 0°41'58"W）面积6.59 平方千米，位于法国诺曼底大区卡爾瓦多斯省，该省份为法国西北部沿海省份，北濒大西洋英吉利海峡，东北与滨海塞纳省以海上边界相接，东临厄尔省，南至奧恩省，西与芒什省接壤。
与隆格赖接壤的市镇（或旧市镇、城区）包括：奥托莱巴格、兰热夫尔、托尔特瓦勒-凯奈、特兰日。

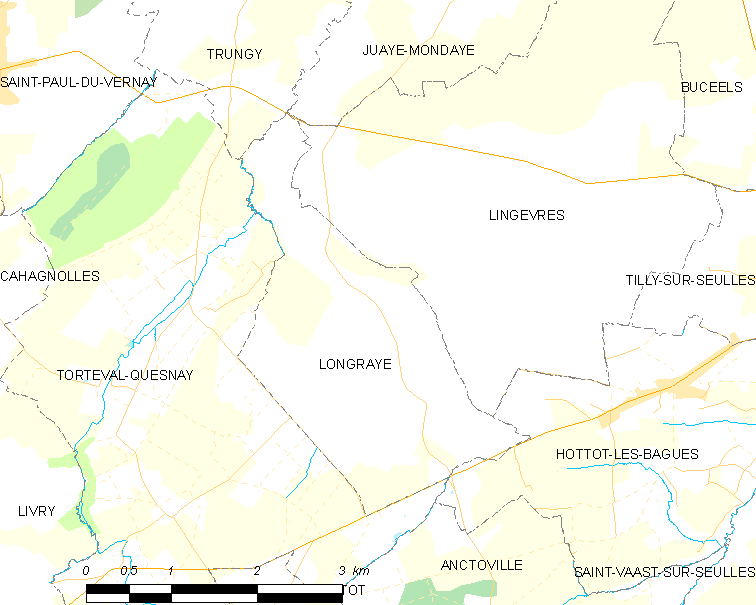
隆格赖的OSM定位图

隆格赖的时区为UTC+01:00、UTC+02:00（夏令时）。

## 行政
隆格赖的邮政编码为14250，INSEE市镇编码为14376。

## 政治
隆格赖所属的省级选区为莱蒙多奈县。

## 人口

1962-2008年间隆格赖人口变化图示

隆格赖于2018年1月1日时的人口数量为233人。